# Annbjørg Lien
Annbjørg Lien (née en 1971) est une violoniste norvégienne. Elle joue du violon, du hardingfele (violon Hardanger) ainsi que du nyckelharpa (sorte de vielle à roue scandinave). Dans ses compositions, la musique traditionnelle norvégienne est combinée au jazz et au rock. Afin de promouvoir la musique traditionnelle de son pays, elle est allée aux quatre coins du monde : Afrique, Asie, Australie, Amérique du Nord et, bien sûr, Europe.

## Discographie
- 1983 : Eg er liten eg
- 1987 : I Seierstakt
- 1988 : Kjellstadslåttar
- 1989 : Annbjørg
- 1994 : Felefeber
- 1996 : Prisme
- 1999 : Baba Yaga
- 2002 : Aliens Alive

### Collaborations
- 1993 : Bukkene Bruse (avec le groupe Bukkene bruse)
- 1995 : Åre (avec le groupe Bukkene Bruse)
- 1998 : Steinstolen (avec le groupe Bukkene Bruse)
- 2001 : Den Fagraste Rosa (avec le groupe Bukkene Bruse)
- 2004 : Spel (avec le groupe Bukkene Bruse)
- 2007 : String Sisters - Live (existe en DVD et en cd)